# Katte ni Kaizou
Katte ni Kaizou (яп. かってに改蔵) — манга Кодзи Кумэты, публиковавшаяся в журнале Shonen Sunday с 1998 по 2004 год. В формате танкобонов издательством Shogakukan было выпущено 26 томов. В 2011 году вышла OVA по сюжету произведения; производством занимается студия Shaft.

## Сюжет
Действие сюжета разворачивается вокруг вундеркинда Кайдзо Кацу. В возрасте семи лет он получил травму головы, после чего стал вести себя странно с точки зрения окружающих. Его заинтересовали необычные и не принятые традиционной наукой вещи, такие как НЛО и призраки; он стал верить во что угодно. В школе он вступил в научный клуб, тем самым вовлекая в свои безумные исследования и других учащихся.

## Персонажи
- Кайдзо Кацу (яп. 勝 改蔵 Кацу Кайдзо:)

Семнадцатилетний юноша, ученик школы. Странноватый парень, постоянно высказывающий странноватые мысли и идеи. Подозревает других учеников в заговоре и считает, что его превратили в киборга.
- Уми Натори (яп. 名取 羽美 Натори Уми)

Подруга Кайдзо. Виновница его странного поведения — именно она в детстве толкнула его, после чего мальчик получил травму головы.
- Судзу Сайэн (яп. 彩園 すず Сайэн Судзу)

Глава школьного научного клуба. Впервые встретив Кайдзо, в шутку сказала, что превратила его в киборга, однако юноша принял её слова на веру.
- Титан Цубоути (яп. 坪内 地丹 Цубо:ути Титан)

Низкорослый участник научного клуба, носит толстые очки. Любит поезда.
- Ямада-сан (яп. 山田さん)

Староста класса, известная в школе своей красотой. Её семья достаточно бедна. В еде предпочитает якисобу.
- Дзюн (яп. ジュン)

Бывшая подруга Судзу, с которой ранее выступала в одной музыкальной группе. После её распада отношения между ними стали прохладными.